# فرانكي ديلغادو
فرانكي ديلغادو (بالإسبانية: Frankie Delgado)‏ هو منتج تلفزيوني مكسيكي، ولد في 30 مايو 1981 في تيخوانا في المكسيك.